# Tristan Tzara

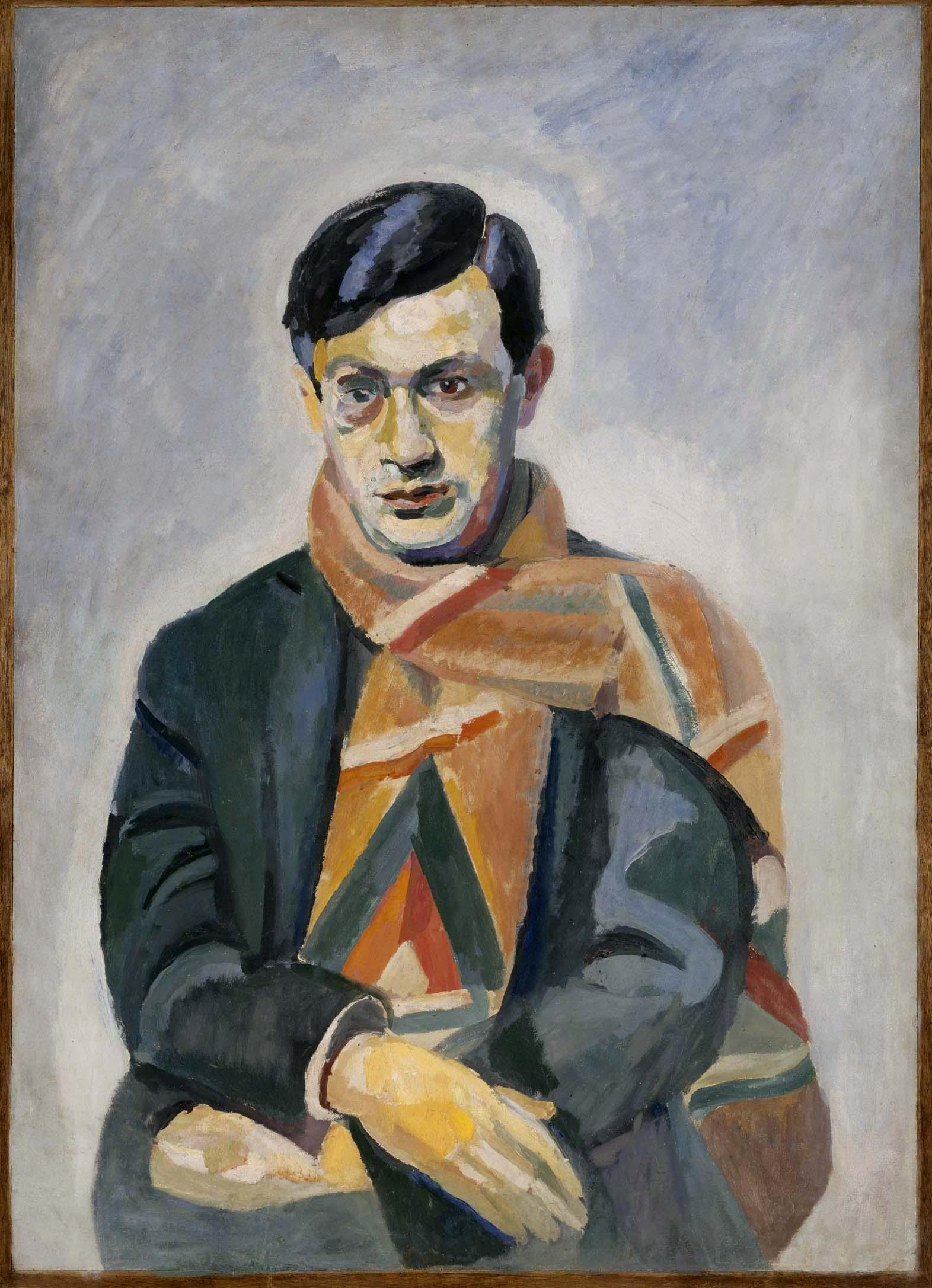
Portret van Tristan Tzara, door Robert Delaunay, 1923

Tristan Tzara, pseudoniem van Sami Rosenstock, (Moinești, 16 april 1896 – Parijs, 25 december 1963), was een Roemeens dichter, essayist en performanceartiest die het grootste deel van zijn leven in Frankrijk leefde. Hij is vooral bekend geworden als een van de stichters van het dadaïsme.

## Biografie
Hij begon Dada toen hij in de Eerste Wereldoorlog, samen met Hugo Ball, naar Zürich vluchtte. De eerste voorstellingen vonden daar plaats, in Cabaret Voltaire. In 1919 vestigde hij zich in Parijs waar hij na drie jaar, als Dada ophoudt te bestaan (in 1921), bij de literaire voorloper van de surrealisten terechtkomt.
Op 19 september 1922 kwam hij aan in Weimar, waar hij op 21 september het Bauhaus bezocht. Op 24 september was hij, naast László en Lucia Moholy-Nagy, Kurt Schwitters, Jean Arp, Theo en Nelly van Doesburg, Max Burchartz, Cor van Eesteren en Werner Graeff, aanwezig op een bijeenkomst van de Städtische Kunstverein van Walter Dexel in Jena. Een dag later gaf hij de conference 'Dada à Paris' tijdens een dada-avond, georganiseerd door Theo van Doesburg, onder auspiciën van Mécano in Hotel Fürstenhof in Weimar.
In 1926 liet hij door de Oostenrijkse architect Adolf Loos een woonhuis aan de Avenue Junot in Parijs bouwen.
Tzara wilde een tijd niets van de surrealisten rond André Breton weten, maar zocht in 1928 toch contact met hen. Hij verliet ze later om lid te worden van het verzet en de communistische partij. Tzara werd begraven op het Cimetière du Montparnasse in Parijs.